# Bürgerwiesener Graben
Der Bürgerwiesener Graben ist ein Meliorationsgraben und orographisch rechter Zufluss der Nuthe auf der Gemarkung der Stadt Jüterbog im
Landkreis Teltow-Fläming in Brandenburg. Er beginnt auf einer landwirtschaftlich genutzten Fläche, die sich südöstlich des historischen Stadtkerns befindet. Von dort verläuft er in nördlicher Richtung, unterquert die Bundesstraße 102, schwenkt kurz dahinter in östliche Richtung und unterquert die Bundesstraße 101 um nach wenigen Metern zunächst in nördlicher, später in westlicher Richtung erneut die B 101 zu unterqueren. Diese verläuft in Nord-Süd-Richtung. Westlich und östlich befindet sich eine Wiesenfläche, die als Bürgerwiesen bezeichnet wird und landwirtschaftlich genutzt wird. Die gesamte Fläche wird durch ein Netz an Kanälen entwässert. Von Osten fließt dabei der Graben am Hasenberg zu, mit dem vorwiegend die östlich gelegenen Flächen entwässert werden, während der Bürgerwiesener Graben das Wasser aus den westlich gelegenen Flächen aufnimmt. Westlich des historischen Stadtkerns entwässert der Graben in die Nuthe.